# 佐々木只三郎
佐々木 只三郎（ささき たださぶろう、天保4年〈1833年〉 - 慶応4年1月12日〈1868年2月5日〉）は、江戸時代末期（幕末）の武士・旗本、京都見廻組隊士。

## 生涯
天保4年（1833年）、陸奥国の会津藩領内（福島県）において会津藩士・佐々木源八の三男として生まれる。親戚であった旗本・佐々木弥太夫の養子となる。神道精武流を学び「小太刀日本一」と称され、幕府講武所の剣術師範を務めたと伝えられる。
京都守護職の会津藩主・松平容保に従う兄の手代木勝任を動かし、旗本の松平忠敏と尊王攘夷派の浪士・清河八郎の策を容れ、江戸において浪士組を募集する。文久2年（1862年）正月に浪士組は上洛し、同年2月23日に京都へ到着する。清河は浪士組が京都へ到着すると、浪士組結成の目的は朝廷のために尊皇攘夷を実行することであると主張し、江戸へ帰還することを宣言した。これに対し、江戸試衛場の近藤勇や芹沢鴨らのグループは分派して京都へ残留する。只三郎は近藤・芹沢らを京都守護職・会津松平家の支配下に置くように取り計らった。
清河らは江戸へ帰還すると軍資金調達のため商家押し込みなどを行っていた。只三郎は文久3年（1863年）に江戸へ帰還すると、4月13日に清河が同志の金子与三郎宅から帰宅する途中の麻布一の橋付近（東京都港区）において、窪田泉太郎などと共に清河を暗殺した。同時に清河派の幕臣らも処罰され、清河派の浪士は松平忠敏を盟主に新徴組を結成した。
元治元年（1864年）には京都において見廻組を率い、新撰組と共に尊攘派志士から恐れられた。同年7月19日の禁門の変にも出動し、長州藩士と戦った。慶応3年（1867年）11月15日には、京都近江屋で土佐藩の坂本龍馬・中岡慎太郎が暗殺される近江屋事件が発生する。元見廻組隊士・今井信郎の後年の証言によれば、只三郎はその実行犯であったという。
慶応4年/明治元年（1868年）に戊辰戦争が勃発し、同年1月3日から京都で幕府軍と新政府軍の間で鳥羽・伏見の戦いが発生する。只三郎は幕府方として戦い、樟葉（現在の枚方市内）で腰に銃弾を受けて重傷を負う。数日後、和歌山に敗走中に、紀三井寺（和歌山県和歌山市紀三井寺）で死亡。死の間際、只三郎が痛みに苦しんでいると、介抱していた兄の手代木勝任から「お前は今までずいぶん人を斬って来たのだから、これくらいの苦しみは当然であろう。」と言われ苦笑したという。享年36。墓所は紀三井寺、福島県会津若松市「会津武家屋敷」内。会津武家屋敷にある墓は、紀三井寺から古い墓碑をもらい受けた会津の有志が建立したものとされる。

## 関連作品
小説
- 早乙女貢『竜馬を斬った男』双葉社。
- 峰隆一郎『剣鬼・佐々木只三郎―京都見廻組与頭』廣済堂出版。
- 羽山信樹「唯三郎のふぐり」『幕末刺客列伝』角川書店。
- 高井忍『近江屋　一八六七年　百五十年の真相』文芸社。

漫画
- 小山ゆう『AZUMI』
- 原作：大間九郎、作画：忠見周『幕末イグニッション』
- 原作：梅村真也、作画：橋本エイジ 『ちるらん 新撰組鎮魂歌』
- 空知英秋[]『銀魂』

随筆
- 司馬遼太郎「見廻組のこと」『歴史と視点』新潮社。

映画
- 『維新の曲』（1942年。 演：大友柳太朗）
- 『竜馬を斬った男』（1987年。 演：萩原健一）

テレビドラマ
- 『竜馬がゆく』（NHK大河ドラマ 1968年。 演：林邦史朗）
- 『白虎隊』（日本テレビ年末時代劇スペシャル 1986年。 演：中康治）
- 『翔ぶが如く』（NHK大河ドラマ 1990年。演：林邦史朗）
- 『新選組!』（NHK大河ドラマ 2004年。 演：伊原剛志）
- 『龍馬伝』（NHK大河ドラマ 2010年。 演：中村達也）

バラエティ
- 『古舘トーキングヒストリー 〜幕末最大の謎 坂本龍馬暗殺、完全実況〜』（テレビ朝日特別番組 2019年。 演：手塚とおる）